# Peter McNamara
Peter McNamara (Melbourne, 5 luglio 1955 – Sonthofen, 21 luglio 2019) è stato un tennista e allenatore di tennis australiano.

## Carriera
Vinse cinque tornei di singolare e diciannove di doppio nel corso della sua carriera professionistica. Giocatore destrimane, McNamara raggiunse il suo più alto ranking nella classifica dell'Association of Tennis Professionals, il 14 marzo 1983, quando divenne numero 7.
Insieme a Paul McNamee, altro tennista professionista australiano, formò un valido doppio. Numeri 1 e vincitori di Wimbledon, nel 1980 furono avversari nel doppio di Adriano Panatta e Paolo Bertolucci; li sconfissero al 5º set, in una partita, giocatasi al Foro Italico, valevole per le semifinali di Coppa Davis.
È scomparso il 21 luglio 2019 all'età di 64 anni, in Germania, a seguito di un tumore alla prostata.

## Statistiche

### Singolare

#### Vittorie (5)
| No. | Data | Torneo                      | Superficie    | Avversario in finale | Punteggio          |
| --- | ---- | --------------------------- | ------------- | -------------------- | ------------------ |
| 1.  | 1979 | German Open, Berlino        | Terra rossa   | Patrice Dominguez    | 6–4, 6–0, 6–7, 6–2 |
| 2.  | 1980 | Brussels Outdoor, Bruxelles | Terra rossa   | Balázs Taróczy       | 7–6, 6–3, 6–0      |
| 3.  | 1981 | Hamburg Masters, Amburgo    | Terra rossa   | Jimmy Connors        | 7–6, 6–1, 4–6, 6–4 |
| 4.  | 1981 | Melbourne Indoor, Melbourne | Sintetico (i) | Vitas Gerulaitis     | 6–4, 1–6, 5–5 rit. |
| 5.  | 1983 | Brussels Indoor, Bruxelles  | Sintetico (i) | Ivan Lendl           | 6–4, 4–6, 7–6      |

#### Finali perse (7)
| No. | Data | Torneo                                     | Superficie    | Avversario in finale | Punteggio               |
| --- | ---- | ------------------------------------------ | ------------- | -------------------- | ----------------------- |
| 1.  | 1979 | Swiss International Championships, Gstaad  | Terra rossa   | Ulrich Pinner        | 2–6, 4–6, 5–7           |
| 2.  | 1980 | Melbourne Indoor, Melbourne                | Sintetico (i) | Vitas Gerulaitis     | 5–7, 3–6                |
| 3.  | 1982 | Delray Beach WCT, Delray Beach             | Terra rossa   | Ivan Lendl           | 4–6, 6–4, 4–6, 5–7      |
| 4.  | 1982 | Frankfurt Grand Prix, Francoforte sul Meno | Sintetico (i) | Ivan Lendl           | 2–6, 2–6                |
| 5.  | 1982 | Hamburg Masters, Amburgo                   | Terra rossa   | José Higueras        | 4–6, 6–7, 7–6, 6–3, 6–7 |
| 6.  | 1982 | ATP Venezia, Venezia                       | Terra rossa   | José Luis Clerc      | 6–7, 1–6                |
| 7.  | 1982 | Tokyo Indoor, Tokyo                        | Sintetico (i) | John McEnroe         | 6–7, 5–7                |

### Doppio

#### Vittorie (19)
| No. | Anno | Torneo                                             | Superficie    | Partner         | Avversario in finale             | Punteggio in finale     |
| --- | ---- | -------------------------------------------------- | ------------- | --------------- | -------------------------------- | ----------------------- |
| 1.  | 1979 | ATP Nizza, Nizza                                   | Terra rossa   | Paul McNamee    | Pavel Složil Tomáš Šmíd          | 6–1, 3–6, 6–2           |
| 2.  | 1979 | Cairo Open, Il Cairo                               | Terra rossa   | Paul McNamee    | Anand Amritraj Vijay Amritraj    | 7–5, 6–4                |
| 3.  | 1979 | Brussels Outdoor, Bruxelles                        | Terra rossa   | Billy Martin    | Carlos Kirmayr Balázs Taróczy    | 5–7, 7–5, 6–4           |
| 4.  | 1979 | Campionati Internazionali di Sicilia, Palermo      | Terra rossa   | Paul McNamee    | Ismail El Shafei John Feaver     | 7–5, 7–6                |
| 5.  | 1979 | New South Wales Open, Sydney (1)                   | Erba          | Paul McNamee    | Steve Docherty Christopher Lewis | 7–6, 6–3                |
| 6.  | 1979 | Australian Open, Melbourne                         | Erba          | Paul McNamee    | Cliff Letcher Paul Kronk         | 7–6, 6–2                |
| 7.  | 1980 | Houston Open, Houston                              | Terra rossa   | Paul McNamee    | Marty Riessen Sherwood Stewart   | 6–4, 6–4                |
| 8   | 1980 | Wimbledon, Londra (1)                              | Erba          | Paul McNamee    | Robert Lutz Stan Smith           | 7–6, 6–3, 6–7, 6–4      |
| 9   | 1980 | New South Wales Open, Sydney (2)                   | Erba          | Paul McNamee    | Vitas Gerulaitis Brian Gottfried | 6–2, 6–4                |
| 10  | 1981 | Masters Doubles WCT, Londra                        | Sintetico (i) | Paul McNamee    | Victor Amaya Hank Pfister        | 6–3, 2–6, 3–6, 6–3, 6–2 |
| 11  | 1981 | Mercedes Cup, Stoccarda                            | Terra rossa   | Paul McNamee    | Mark Edmondson Mike Estep        | 2–6, 6–4, 7–6           |
| 12  | 1981 | Volvo International, North Conway                  | Terra rossa   | Heinz Günthardt | Pavel Složil Ferdi Taygan        | 7–5, 6–4                |
| 13  | 1981 | ATP World of Doubles, Sawgrass                     | Terra rossa   | Heinz Günthardt | Robert Lutz Stan Smith           | 7–6, 3–6, 7–6, 5–7, 6–4 |
| 14  | 1981 | Melbourne Indoor, Melbourne                        | Sintetico (i) | Paul Kronk      | Sherwood Stewart Ferdi Taygan    | 3–6, 6–3, 6–4           |
| 15  | 1981 | New South Wales Open, Sydney (3)                   | Erba          | Paul McNamee    | Hank Pfister John Sadri          | 6–7, 7–6, 7–6           |
| 16  | 1982 | Milan Indoor, Milano                               | Sintetico     | Heinz Günthardt | Mark Edmondson Sherwood Stewart  | 7–6, 7–6                |
| 17  | 1982 | Monte-Carlo Masters, Monte Carlo                   | Terra rossa   | Paul McNamee    | Mark Edmondson Sherwood Stewart  | 6–7, 7–6, 6–3           |
| 18  | 1982 | Wimbledon, Londra (2)                              | Terra rossa   | Paul McNamee    | Peter Fleming John McEnroe       | 6–3, 5–7, 6–4           |
| 19  | 1983 | U.S. National Indoor Tennis Championships, Memphis | Sintetico (i) | Paul McNamee    | Tim Gullikson Tom Gullikson      | 6–3, 5–7, 6–4           |

#### Finali perse (10)
| No. | Anno | Torneo                                    | Superficie  | Partner         | Avversario in finale             | Punteggio in finale |
| --- | ---- | ----------------------------------------- | ----------- | --------------- | -------------------------------- | ------------------- |
| 1.  | 1975 | New South Wales Open, Sydney (1)          | Erba        | Chris Kachel    | Mark Edmondson John Marks        | 1–6, 1–6            |
| 2.  | 1980 | WCT Tournament of Champions, Forest Hills | Terra rossa | Paul McNamee    | Peter Fleming John McEnroe       | 2–6, 7–5, 2–6       |
| 3.  | 1980 | Swedish Open, Båstad                      | Terra rossa | John Feaver     | Heinz Günthardt Markus Günthardt | 4–6, 4–6            |
| 4.  | 1980 | Australian Open, Melbourne                | Erba        | Paul McNamee    | Mark Edmondson Kim Warwick       | 4–6, 4–6            |
| 5.  | 1981 | German Open, Amburgo                      | Terra rossa | Paul McNamee    | Hans Gildemeister Andrés Gómez   | 4–6, 6–3, 4–6       |
| 6.  | 1981 | US Open, New York                         | Cemento     | Heinz Günthardt | Peter Fleming John McEnroe       | walkover            |
| 7.  | 1982 | Houston Open, Houston                     | Terra rossa | Mark Edmondson  | Kevin Curren Steve Denton        | 5–7, 4–6            |
| 8.  | 1982 | ATP San Paolo, San Paolo                  | Terra rossa | Ferdi Taygan    | Carlos Kirmayr Cássio Motta      | 3–6, 1–6            |
| 9.  | 1985 | U.S. Pro Tennis Championships, Boston     | Terra rossa | Paul McNamee    | Libor Pimek Slobodan Živojinović | 6–2, 4–6, 6–7       |
| 10. | 1986 | New South Wales Open, Sydney (1)          | Cemento (i) | Paul McNamee    | Boris Becker John Fitzgerald     | 4–6, 6–7            |